# Eleccions federals alemanyes de març de 1933
Les Eleccions federals alemanyes de març de 1933 es van celebrar el dia 5 per escollir els nous membres del VIII Reichstag. Van ser les novenes i darreres eleccions de la República de Weimar, i les primeres des de l'arribada al poder del NSDAP. Serien també les últimes eleccions en què es va utilitzar el sistema de representació proporcional per llistes, i els últims comicis competitius que es farien en una Alemanya unida fins a les eleccions del 1990. Les eleccions van ser avançades amb l'objectiu de dotar el govern de Hitler d'una majoria parlamentària viable per poder governar en solitari i posar fi al període d'estancament parlamentari iniciat el setembre de 1930, que havia portat un estat caòtic, en què el president Paul von Hindenburg designava i destituïa cancellers per decret, perdent el Reichstag el seu paper.

## Context
Tot i que el govern va permetre per darrera vegada que forces opositores es presentessin als comicis, incloent el Partit Comunista (KPD), les eleccions no van ser completament lliures i es van realitzar en el marc d'una atmosfera violenta, restringint el govern severament el marge de maniobra de l'oposició. El NSDAP va abusar dels recursos de l'Estat per finançar la campanya i va recórrer a la intimidació directa cap a «una guerra civil causada pels comunistes». Durant la campanya, es va produir l'incendi del Reichstag, que el govern de Hitler va utilitzar com a excusa per culpar els comunistes i aprovar un decret d'estat d'emergència que permetia arrestar líders opositors, fins i tot els que gaudissin d' immunitat parlamentària.
No obstant això, el resultat va decebre el govern. El NSDAP va aconseguir un ampli triomf amb 43.91% del vot popular i 288 dels 647 escons. Tot i les restriccions, la intimidació i el finançament estatal, el nazisme va fracassar en l'objectiu d'obtenir la majoria absoluta legislativa. El Partit Socialdemòcrata (SPD), presidit per Otto Wels, que després dels comunistes era el segon partit més afectat per la repressió, va aconseguir retenir un electorat estable, perdent menys de 70.000 vots respecte als anteriors comicis, i obtenir-ne un 18.25% dels sufragis i 120 escons (un menys que al novembre de 1932). El KPD, liderat per Ernst Thälmann, va patir un fort declivi com a conseqüència de les purgues i va obtenir només el 12.32% i 81 escons, perdent un milió de vots. Cap dels seus diputats electes no l'arribaria a assumir. El Partit de Centre, per part seva, ha experimentat un creixement de vots lleu, amb un 11.25%. El Partit Nacional del Poble d'Alemanya (DNVP) va aconseguir en una aliança àmplia el 7.97% i 52 escons. Les altres banques van anar a parar a forces regionals o minoritàries. La participació es va ubicar en un 88,74% de l'electorat registrat.
Encara que no va aconseguir la majoria absoluta, Hitler va aconseguir un acord de coalició amb el Zentrum, liderat per Ludwig Kaas, i el DNVP, liderat per Alfred Hugenberg, formant govern i posant fi a l'estancament parlamentari. Tan sols tres setmanes després de les eleccions, havent arrestat tots els diputats comunistes i gairebé tots els socialdemòcrates, Hitler va aconseguir el 23 de març l'aprovació de la Llei Habilitant, que va acabar amb la democràcia parlamentària, instaurant un règim totalitari i donant inici al període històric conegut com a Alemanya nazi.

## Resultats
|                                 |                                                             |            |        |           |     |  |  |
| Partit                          | Partit                                                      | Vots       | %      | Escons    | +/- |  |  |
|                                 | Partit Nacionalsocialista Alemany dels Treballadors (NSDAP) | 17.277.180 | 43.91  | 288 / 647 | 92  |  |  |
|                                 | Partit Socialdemòcrata d'Alemanya (SPD)                     | 7.181.629  | 18.25  | 120 / 647 | 1   |  |  |
|                                 | Partit Comunista d'Alemanya (KPD)                           | 4.848.058  | 12.32  | 81 / 647  | 19  |  |  |
|                                 | Partit de Centre (Zentrum)                                  | 4.424.905  | 11.25  | 73 / 647  | 3   |  |  |
|                                 | Front de Lluita Negre-Blanc-Roig (KSWR) (DNVP - DS - RL)    | 3.136.760  | 7.97   | 52 / 647  | 1   |  |  |
|                                 | Partit Popular de Baviera (BVP)                             | 1.073.552  | 2.73   | 19 / 647  | 1   |  |  |
|                                 | Partit de l'Estat Alemany (DStP)                            | 334.242    | 0.85   | 5 / 647   | 3   |  |  |
|                                 | Servei Social Cristià Popular (CSV)                         | 383.999    | 0.98   | 4 / 647   | 1   |  |  |
|                                 | Partit Popular Alemany (DVP)                                | 1.577.365  | 1.10   | 2 / 647   | 9   |  |  |
|                                 | Partit dels Agricultors Alemanys (DBP)                      | 114.048    | 0.29   | 2 / 647   | 1   |  |  |
|                                 | Lliga Rural (RL)                                            | 83.839     | 0.21   | 1 / 647   | 1   |  |  |
| Partits sense escons            |                                                             |            |        |           |     |  |  |
|                                 | Partit Alemany-Hannoverià (DHP)                             | 47.743     | 0.12   | 0 / 647   | 1   |  |  |
|                                 | Comunitat de Lluita Socialista (SK)                         | 3.954      | 0.01   | 0 / 647   | Nou |  |  |
|                                 | Comunitat de Lluitadors Obrers i Camperols (KAB)            | 1.110      | 0.00   | 0 / 647   | =   |  |  |
|                                 |                                                             |            |        |           |     |  |  |
| Vots vàlids                     | Vots vàlids                                                 | 39.343.331 | 99.21  |           |     |  |  |
| Vots en blanc/nuls              | Vots en blanc/nuls                                          | 311.698    | 0.79   |           |     |  |  |
| Total de vots                   | Total de vots                                               | 39.655.029 | 100.00 | 647       | 63  |  |  |
| Votants registrats/participació | Votants registrats/participació                             | 44.685.764 | 88.74  |           |     |  |  |
| Font: Gonschior.de              |                                                             |            |        |           |     |  |  |

### Distribució del vot

Distribució del vot pel NSDAP.
Distribució del vot pel SPD.
Distribució de vot pel KPD.
Distribució de vot pel Zentrum.